# المجلس الوطني الأول لنواب الشعب الصيني
المجلس الوطني الأول لنواب الشعب الصيني (في الصينية المبسطة: 第一届全国人民代表大会; في الصينية التقليدية: 第一屆全國人民代表大會; نظام بينيين: Dìyī Jiè Quánguó Rénmín Dàibiǎo Dàhuì) استمرت مدة المجلس الوطني الاول لنواب الشعب الصيني من 1954 إلى 1959. وعقدت أربع جلسات في هذه الفترة. كان هناك 1226 نائبا في هذا المجلس. كانت هذه أول انتخابات تشريعية تُجرى بعد تأسيس جمهورية الصين الشعبية.

## انتخابات المجلس
وفقًا للقواعد التي حددها المؤتمر الاستشاري السياسي الأول للشعب الصيني، تم انتخاب المجموعة الأولى من النواب في المجلس الوطني لنواب الشعب الصيني في ربيع وصيف عام 1954، وهي أول انتخابات بموجب قانون الانتخابات لعام 1953 الذي حدد قواعد الانتخابات في جمهورية الصين الشعبية، بمتابعة:
- المجالس التشريعية الإقليمية
- المجالس التشريعية للمدن الخاضعة للإدارة المباشرة
- الهيئة التشريعية الإقليمية لمنغوليا الداخلية

## الجلسة العامة الأولى
عقدت الجلسة العامة الأولى في سبتمبر 1954. أقر الكونغرس دستور 1954 لجمهورية الصين الشعبية. انتخب المجلس كقادة للدولة كل من:
- رئيس جمهورية الصين الشعبية: ماو تسي تونغ
- نائب رئيس جمهورية الصين الشعبية: تشو دي
- رئيس اللجنة الدائمة للمجلس الوطني لنواب الشعب: ليو شاوتشي
- رئيس مجلس الدولة: تشو ان لاي
- رئيس محكمة الشعب العليا: دونغ بيوو
- النائب العام للنيابة الشعبية العليا: تشانغ دينغتشنغ

| انتخاب الرئاسة     | انتخاب الرئاسة | انتخاب الرئاسة | انتخاب الرئاسة |
| مرشحين             | مع             | ضد             | امتنع          |
| ------------------ | -------------- | -------------- | -------------- |
| ماو تسي تونغ       | 1210           | 0              | 0              |
| انتخاب نائب الرئيس |                |                |                |
| مرشحين             | مع             | ضد             | امتنع          |
| تشو دي             | 1210           | 0              | 0              |